# Inch'Allah dimanche
Inch'Allah dimanche és una pel·lícula franco-algeriana de Yamina Benguigui, estrenada el 2001. Es va filmar a Algèria i a França. Tot i que se li va instar a Benguigui a canviar el nom de la pel·lícula després dels atacs de l'11 de setembre, va optar per mantenir el títol original, una part del qual està en àrab algerià. Aquesta pel·lícula explora les complexitats de la immigració i el paper de la dona en la societat algeriana.
La pel·lícula va donar lloc a una novel·lació.

## Argument
El 1974, en el moment de la reagrupament familiar del govern francès aprovada pel primer ministre Jacques Chirac, a Zouina se li permet traslladar-se a França des d'Algèria per unir-se al seu marit, Ahmed, un treballador especialitzat en una fàbrica tèxtil a qui fa gairebé deu anys que no veu. Després de deixar enrere la seva mare amb llàgrimes, Zouina, la seva sogra Aicha i els seus tres fills es traslladen a França. Zouina lluita per fer front a la vida en un país nou i una cultura diferent, però es converteix en presonera de la tirania d'Aicha i dels fracassos del seu marit per protegir-la. Zouina també es troba amb una gran quantitat de veïns, alguns dels quals intensifiquen l'alienació que sent a la seva nova llar, com els jubilats Donze, amb els que comparteix el jardí. Però molts que estenen la mà en amistat. Diumenge, quan Ahmed habitualment treu la seva mare durant tot el dia, Zouina i els nens són capaços d'explorar i buscar una altra família algeriana i un contacte humà genuí. Zouina finalment troba aquesta família després de tres setmanes, però pateix un rebuig que reflecteix ser arrencada de la seva casa a Algèria i un rebuig general de la seva nova casa a França. A través del seu viatge, Zouina adquireix les seves pròpies forces, es delecta amb la comunitat de dones en què es troba a casa i es reconforta pel diàleg feminista emergent que rep a través de programes de ràdio com Ménie Grégoire.

## Repartiment
- Fejria Deliba : Zouina
- Rabia Mokeddem : Aïcha
- Amina Annabi : Malika Bouira
- Anass Behri : Rachid
- Hamza Oubuih : Mouloud Bouira
- Zinedine Soualem : Ahmed
- France Darry : Madame Donze
- Roger Dumas : Monsieur Donze
- Marie-France Pisier : Mademoiselle Manant
- Mathilde Seigner : Mademoiselle Briat
- Jalil Lespert : Conductor del bus
- Doudja Achachi : Mare de Zouina
- Othmane Aghbal : Ali
- Djamel Allam : El duaner
- Zouina Bouabdellah : Zohra Bouira
- Alexandre Carrière : El gendarme
- Michel i Renelle Lancelin : Els veïns
- Aude Thirion : El botiguer
- Mohamed Fellag[3]

## Crítiques
Inch'Allah Dimanche va rebre crítiques diverses. Rotten Tomatoes atorga a la pel·lícula una puntuació del 71% basada en les crítiques de 13 crítics, amb una puntuació mitjana de 3,6/5. Mentre que alguns membres del públic van trobar que era una forta representació tant d'una història d'assimilació com de l'habilitat d'una dona per transcendir els obstacles, d'altres van trobar que la pel·lícula tenia molt sentit, però no tenia perspectiva.
Sobre el missatge i l'eficàcia de la pel·lícula, Don Houston de DVD Talk assenyala: "La immigració ens afecta a tots d'una manera o altra, sense importar on visquis o treballis. Si aquesta pel·lícula pot provocar una discussió reflexiva sobre el tema, ens haurà fet a tots un gran servei. No estic segur d'estar d'acord amb totes les conclusions a les quals va arribar la directora, però puc apreciar que va fer la caminada i ara parla en la mesura en què podria esbossar-ne molts problemes que ens afecten a tots".
Lisa Nesselson, de Variety.com, lloa la pel·lícula dient: "La narració sovint és agredolça, però mai esgarrifosa. El disseny d'època ben representat sacseja l'espectador amb recordatoris que la França provincial a mitjans dels anys 70 encara estava més a prop de la Segona Guerra Mundial que de l'actualitat i que l'actual una societat multicultural relativament harmònica va ser difícil de guanyar".

## Premis
La pel·lícula va rebre el Premi FIPRESCI del Festival Internacional de Cinema de Toronto. També va participar en la secció oficial de la XXIII edició de la Mostra de València, en la que va guanyar la Palmera de Plata a la millor pel·lícula i la menció a la millor interpretació femenina. Va guanyar el Gran Premi Etoile d'Or a la primera edició del Festival Internacional de Cinema de Marràqueix. i fou candidata algeriana a l'Oscar a la millor pel·lícula de parla no anglesa.